# اچ‌ام‌اس رکون (۱۷۹۵)
اچ‌ام‌اس رکون (۱۷۹۵) (به انگلیسی: HMS Racoon (1795)) یک کشتی بود که طول آن ۹۵ فوت ۱ اینچ (۲۸٫۹۸ متر) بود. این کشتی در سال ۱۷۹۵ ساخته شد.